# Оснивање Молдавије
Оснивање Молдавије (рум. Descălecatul Moldovei) почело је доласком влашког војводе (војсковође) Драгоша, а убрзо потом и његовог народа из Мармароша, тадашњег војводства, у регион реке Молдавије. Драгош је тамо успоставио државну власт као вазал Краљевине Угарске 1350-их. Независност Кнежевине Молдавије добијена је када је Богдан I, још један влашки војвода из Мармароша који се посвађао са угарским краљем, прешао Карпате 1359. године и преузео контролу над Молдавијом, отевши регион од Угарске. Остала је кнежевина до 1859. године, када се ујединила са Влашком, чиме је започео развој модерне румунске државе.

## Конкурентне културе у будућем региону Молдавије
Молдавија се развила у подручју између Карпата и реке Дњестар, којим су од око 900. године доминирали номадски турски народи — Печенези, Огузи и Кумани. Суседна Кнежевина Халич и Краљевина Угарска почеле су да проширују своју власт над деловима територије од око 1150. године, али је Златна хорда — монголски и касније туркијски канат — преузела контролу над земљама источно од Карпата 1240-их. Монголи су промовисали међународну трговину, а важан трговачки пут се развио дуж Дњестра. Оптицај мађарског и бохемијског новца показује да су постојали и блиски економски контакти између басена Молдавије и средње Европе почетком 14. века.
Поред доминантног турског становништва, средњовековне хронике и документи помињу и друге народе који су живели између Карпата и Дњестра, укључујући Улиће и Тиверце у 9. веку, и Бродњице и Алане у 13. веку. Присуство Влаха на тој територији добро је документовано од 1160-их година. Њихове локалне политике се први пут помињу у 13. веку: Монголи су победили Кара-Улаге, или Црне Влахе, 1241. године, а Власи су напали Халич касних 1270-их.

### Власи — најранији Румуни — и њихови суседи
Молдавска област — земље између источних Карпата и реке Дњестар — стекла је територијални идентитет у 14. веку. Током претходног миленијума, регион је био подложан инвазијама номадских народа, након чега је уследио период мира око 750. године током хазарског каганата, што је довело до пораста становништва региона. Нова материјална култура — „Дриду култура“ — проширила се у земљама дуж Доњег Дунава (и у данашњој Бугарској и Румунији) и на територији источно од Карпата. После доласка Мађара у Понтске степе северно од Црног мора 830-их, локално становништво је у 9. веку утврдило своја насеља палисадама и дубоким јарцима дуж Дњестра. Улићи, Тиверци, „Waladj“, и „Blaghā“ су етничке групе које су повезане са Власима, или Румунима, у региону Карпата.
Виктор Спинеи, румунски историчар и археолог, је написао да рунски камен који је постављен око 1050. године садржи најраније референце о Румунима који живе источно од Карпата. Односи се на Блакумена који је убио варјашког трговца на неодређеном месту.
Конкурентска група, Мађари, отишла је из Понтских степа у Панонску низију након што их је савез Печенега и Бугара поразио крајем 9. века. Печенези су преузели контролу над територијом, али је већина насеља Дридуа преживела њихов долазак. Утврђења су само уништена у 10. или почетком 11. века. Нова насеља су се појавила дуж доњег тока Прута. Обреди сахрањивања локалног становништва су се радикално променили: инхумација је замењена кремацијом и никакав гробни материјал се не може открити после око 1000.

### Монголска инвазија и окупација
Према персијском историчару, Рашид-ал-Дин Хамаданију, монголска војска је „ишла путем Кара-Улага, прешавши планине... и поразивши народе Улаге“ током монголске инвазије 1241. Његова прича показује да су „Кара-Улаги“, или Црни Власи, живели у источним или јужним Карпатима. Ђовани Плано Карпини, папски изасланик код Великог кана Монгола, срео је „војводу Олаха“ који је „одлазио са“ својом пратњом Монголима 1247. Виктор Спинеи, Влад Ђорђеску и други историчари идентификују војводу као влашког владара, јер је његово име слично мађарској речи за Влаха (oláh), али је име можда било и верзија Олега. Фра Виљем од Рубрука, који је посетио двор Великог кана 1250-их, навео је „Блаке“, или Влахе, међу народе који су плаћали данак Монголима, али територија Влаха је неизвесна. Рубрук је описао „Блакију“ као „Асенску територију“ јужно од Доњег Дунава, показујући да ју је идентификовао са северним регионима Другог бугарског царства.
Археолошки налази — пећи за производњу грнчарије и пећи за топљење гвоздене руде — идентификују градове који су били важни економски центри Златне хорде. У Старом Орхеју су такође ископане рушевине џамије и купатила. Локално становништво користило је висококвалитетну керамику (посуде налик амфорама, врчеве, шоље, тегле и лонце), сличну оној која се налази у другим деловима Златне хорде. Монголи су подржавали међународну трговину, што је довело до формирања „монголског пута“ од Кракова дуж Дњестра. Скоро 5000 монголских новчића из прве половине 14. века ископано је у истом региону. На ушћу Дњестра, Билгород-Дњистровски (данас у Украјини) се развио у важан емпоријум. Основали су га ђеновљански трговци крајем 13. века.
Оружје и делови амова из 13. и 14. века који су пронађени заједно са пољопривредним оруђем у подручјима Ватра Молдовицеј, Кошна и Дорна-Арини показују постојање локалне елите или наоружаних сељачких група између Карпата и горњих токова реке Сирет. Мађарски и бохемијски новац били су у оптицају на истој територији током прве половине 14. века. Локално становништво користило је грнчарију слабијег квалитета од оне која се користила у земљама које су директно контролисали Монголи.

### Пропадање Златне хорде
Најраније савремено спомињање Румуна у Мармарошу забележено је у краљевској повељи 1326. Те године је Карло Роберт доделио Влашком племићу Станислау „земљу Зурдуки“ (данас Страмтура у Румунији) у „округу Мармарош“. Према Молдо-руској хроници, која је сачувана у руским аналима завршеним 1505. године, угарски краљ Владислав је послао изасланике да позове „Старе Римљане и Румуне“ да се боре против Монгола, а затим је наградио „Старе Римљане“  земљама у Мармарошу. Историчари Јонел Кандеа и Думитру Шеику поистовећују овај догађај са битком код језера Ход (1280), док су кумански противници у хроници замењени Татарима. Историчари Павел Параска и Шербан Папакостеа поистовећују „краља Владислава“ са Ладиславом IV Куманцем који је владао између 1270. и 1290. Са распадом Златне хорде након смрти Узбег кана 1341. и Пољска и Мађарска су почеле да се шире ка степској зони 1340-их. Пољски Казимир III напао је Кнежевину Халич већ 1340. Две хронике из 14. века — једна од Јована Кукулоа, а друга анонимног минорита — кажу да је мађарски краљ Лајош I послао Андреја Лакфија, грофа од Секељија, да предводи војску Секељи ратника против Монгола који су извршили походе у Трансилванији. Лакфи и његова војска су нанели пораз великој монголској војсци 2. фебруара 1345. Секељи су поново извршили инвазију на „земљу Татара“ 1346. Према обе хронике, Монголи су се после својих пораза повукли чак до Дњестра. Археолошка истраживања показују да су утврђења подигнута у Баји, Сирету, Пјатра Њамцу  и Таргу Тротушу из касних 1340-их.

## Оснивање Молдавије
И Пољска и Мађарска су искористиле опадање Златне хорде започевши нову експанзију 1340-их. Након што је мађарска војска поразила Монголе 1345. године, подигнуте су нове утврде источно од Карпата. Краљевске повеље, хронике и називи места показују да су се у региону населили мађарски и саксонски колонисти. Драгош је заузео земље дуж Молдавије уз одобрење угарског краља Лајоша I, али су се Власи побунили против Лајошеве владавине већ крајем 1350-их. Драгоша је наследио његов син Сас, али је Сасовог сина протерао из Молдавије бивши војвода Мармарошког војводства, Богдан, почетком 1360-их. Богдан, који се више година опирао Лајошевим покушајима да обнови угарску власт, био је први независни владар Молдавије. Најранији молдавски сребрни и бронзани новчићи исковани су 1377. године. Цариградска васељенска патријаршија признала је Молдавску митрополију, после вишегодишњих преговора, 1401. године.
Датуми на новчићима пронађеним у тој области указују на промену статуса Молдавије из монголске владавине у влашку власт. Ковање монголског новца настављено је у Старом Орхеју до 1367. или 1368. године, што показује да је у јужном региону између Прута и Дњестра опстала „каснотатарска држава“. У области Дњестра није пронађен ниједан монголски новчић кован после 1368. или 1369. године, што показује да монголски владари више нису контролисали територију. Молдавија је у почетку обухватала малу територију између Прута и Сирета. Лајош је ослободио трговце „Деметрија, принца Татара“ од плаћања пореза у Мађарској у замену за обезбеђење статуса ослобођења од пореза трговаца из Брашова у „земљи лорда Деметрија“.

### Долазак Драгоша у Молдавију и његов „силазак са коња“
Румунске историје цитирају молдавске хронике, које приписују Драгошу, влашком владару, оснивање Молдавије. Према легенди, он је водио ловачку дружину у регион и сјахао је са коња на реци Молдавији — отуда и назив овог догађаја, descălecat или „силажење са коња“. Током овог лова оценио је да је регион привлачнији за његов народ од земље Мармарош у Краљевини Мађарској, где су они тада живели. Једна теорија Николаје Јорге сугерише да је земља Мармарош била једна од „Румунија“ где су етничке групе Влаха (Романа) (познате као Власи у средњем веку) преживеле Велике сеобе. Истовремена теорија сугерише да су Власи из Мармароша дошли из Мегаловлахије (у данашњој Македонији) у другој половини 13. века.
Према Молдо-руској хроници из раног 16. века, Власи су дошли у Мармарош за време владавине угарског краља Владислава да се боре против Монгола. Овај документ представља Драгоша као једног од Румуна којима је „краљ Владислав“ дао поседе у Мармарошу. Према различитим верзијама легенде о његовом „силажењу са коња“, Драгош је отишао у лов, заједно са својим слугама. Док су јурили тура или бизона, стигли су чак до реке Молдавије где су убили звер. Свидело им се место где су стали и одлучили су да се населе на обали реке. Драгош се вратио у Мармарош само да би се вратио са свим својим народом „на рубове земаља где су харали Татари“. Ритуални ловови који се завршавају оснивањем државе, града или народа су популарни елементи фолклора разних народа Евроазије, укључујући Мађаре и Литванце.
Драгош је „сјахао“ 1359. године, према већини молдавских хроника. Осим што Молдо-пољска хроника која као датум наводи 1352. годину. Међутим, исте хронике додају различите године када одређују период између Драгошовог доласка у Молдавију и прве године владавине Александра Доброг 1400. На пример, Анонимна хроника Молдавије помиње 44 године, али Молдо-руска хроника је писала о 48 година. Сходно томе, савремени историчари расправљају о датуму "силаска са коња". На пример, Денис Делетант каже да је Драгош дошао у Молдавију убрзо након успостављања епархије Милковија 1347. Историчар Неагу Дјувара процењује да је оснивање Молдавије било отприлике у време одлучујуће победе Андреја Лакфија над Татарима.1345.
Молдавија је настала као „одбрамбена погранична покрајина“ Краљевине Угарске. Верзија хронике Григореа Уречеа наводи да је Драгошова владавина у Молдавији „била попут капетаније“, што имплицира да је он био војни командант. Угарски краљ Лајош поменуо је Молдавију као „нашу молдавску земљу“. Покрајина је у почетку обухватала северозападни део будуће кнежевине (сада је позната као Буковина). Године 1360. Лајош је доделио поседе влашком господару, Драгошу од Ђулештија, због потчињавања молдавских Влаха који су се побунили против Лајоша. Међу научницима се расправља о идентификацији Драгоша од Ђулештија у вези са првим владаром Молдавије.

### Богдан оснивач
Већина раних молдавских хроника почиње своје спискове владара Молдавије са Драгошом и наводи да га је наследио његов син Сас, који је владао четири године. Једини изузетак је списак војвода, који је забележен у манастиру Бистрица 1407. године, који почиње са „Богдан војвода“. Богдан, који је био војвода Влаха у Мармарошу, окупио је Влахе у том округу и „тајно је прешао у Молдавију“, према хроници Јована Кукулоа. Краљевске повеље бележе да је Богдан дошао у сукоб са Јаношом Келчејем, краљевским кастеланом из Виска (сада Вишково у Украјини), 1343. и са влашким господаром у Мармарошу, Ђулом од Ђулештија, 1349. године. Према историчару Раду Каркиумару, Богданов сукоб са краљевским кастеланом сугерише да се годинама противио присуству представника краљевске власти у Мармарошу пре него што је отишао у Молдавију.
Неизвесно је датовање Богдановог одласка из Мармароша. Његови тамошњи поседи су конфисковани и додељени сину Саса, Балку, према краљевској дипломи, издатој 2. фебруара 1365. Према томе, Богдан је морао да дође у Молдавију пре тог датума. Историчар Пал Енгел датира Богданов долазак 1359. године, користећи предности вакуума власти који је уследио после смрти Берди Бега, кана Златне хорде. Према Каркиумаруу, трајни сукоб између угарског краља Лајоша I и Карла IV, цара Светог римског царства и победа Литванаца над Татарима у бици на Плавим водама почетком 1360-их, омогућио је Богдану да дође у Молдавију и протера Балка 1363. Салагеан каже да је Богдан тек 1365. преузео власт у Молдавији уз помоћ локалних Влаха.
Угарски краљ Лајош I покушао је да обнови своју власт у Молдавији, али је хронологија војних акција против Богдана неизвесна. Јован од Кукулоа је писао да се против Богдана „често борила“ Лајошева војска, али се „број Влаха који су насељавали ту земљу повећавао, претварајући је у државу“. Иако је Кукуло изјавио да је Богдан коначно био приморан да прихвати Лајошеву власт и да му одаје годишњу почаст, савремени историчари – укључујући Дениса Делетанта, Тудора Салагеана, Виктора Спинеија и Иштвана Васарија – слажу се да је Богдан заправо сачувао независност Молдавије.

### Богданови наследници
Нова држава је добила име по реци Молдавији. У латинским и словенским документима помиње се као „Молдова“, „Молдава“ или „Молдавија“. С друге стране, Византинци, који су је сматрали новом Влахијом, називали су земљу Мауровлахијом („Црна Влахија“), Русовлахијом („Влахија код Русије“) или Молдовлахијом („Молдавска Влахија“). Турско име Молдавије – Кара Богдан – показује Богданову превасходну улогу у успостављању кнежевине.

#### Лацу
Богдана је наследио његов син Лацу, око 1367. Након што су га фрањевци из Пољске преобратили у католичанство, Лацу је иницирао оснивање римокатоличке бискупије у Молдавији 1370. Његова директна преписка са Светом столицом показује да је желео да демонстрира независност Молдавије. На захтев Лацуа, папа Гргур XI је 1371. године основао римокатоличку бискупију Сирет, упућујући своју булу „Лацу, војводи од Молдавије“. Према Салагеану, Света столица је „учврстила међународни статус Молдавије“ тако што је Лацу доделила титулу „војводе“. Дана 14. марта 1372. године, угарски краљ Лајош I, који је такође наследио Пољску 1370. године, потписао је уговор са царем Карлом IV који је признао Лајошева права у многим земљама, укључујући Молдавију.

#### Петру Мушат
Лацуа, који је умро 1375. године, наследио је Петру Мушат, према најранијим списковима владара Молдавије. Међутим, Литванско-русинска хроника из 15. века пише да су Власи изабрали Ђорђа Коријатовича — који је био нећак Алгирдаса, великог кнеза Литваније, и који је владао у Подољу под пољским владарем — за војводу, али касније су га отровали. Крајем 1377. Владислав II од Опоља, који је управљао Халичем у име угарског краља Лајоша I, дао је уточиште једном „влашком војводи“, по имену Ђорђе, који је побегао у Халич због „неочекиване издаје свог народа“. Према Спинеиу, Ђорђе Коријатович је умро 1375. године, што искључује његову идентификацију са „војводом Ђорђем“. Спинеи такође каже да је Ђорђе Коријатович највероватније владао у југоисточној Молдавији која је била ослобођена од монголске власти. Први молдавски сребрни и бронзани новац исковани су за Петруа Мушата 1377.
Према запису у регистру ђеновљанске колоније у Феодосији на Црном мору, два ђеновљанска изасланика послата су у „Constantino et Petro vayvoda“ 1386. Историчари су поистовећивали војводу Константина са Костеом, кога списак војвода Молдавије, забележен у манастиру Бистрица, помиње између Лацуа и Петруа. Запис у регистру у Феодосији сугерише да су две војводе — Костеа и Петру Мушат — имали исти положај. Подела средњовековне кнежевине на две веће административне јединице — Țara de Sus („Горња земља“) и Țara de Jos („Доња земља“) — којима је управљао високи званичник, ворник, такође имплицира некадашње постојање две државе, које су ујединили молдавски монарси.
Петру Мушат се поклонио Владиславу II Јагелу, пољском краљу, у Кракову 26. септембра 1387. На Петруову молбу, Антон, православни митрополит халички, хиротонисао је два епископа за Молдавију, један од њих је био Јосиф Мушат, у родбинској вези са војводом. Међутим, цариградски васељенски патријарх је одбио да призна њихово посвећење. Петру Мушат је проширио своју власт до Дунава и Црног мора. Његов наследник, Роман I Мушат, назвао је себе 30. марта 1392. године „По милости Бога Свемогућег, војвода Молдавске и целе влашке земље од планина до обала мора“. После вишегодишњих преговора, васељенски патријарх Матеј II признао је Јосифа Мушата за митрополита Мауровлахије 1401.

## Раст кнежевине
Кнежевина Молдавија је прерасла у територију између Источниһ Карпата и реке Дњестар. Постојала је до 1859. године, када се ујединила са Влашком као основом модерне румунске државе; у разним временима држава је обуватала области Бесарабије (са Буџаком) и целу Буковину. Западна половина Молдавије је сада део Румуније, источна припада Републици Молдавији, док северни и југоисточни делови припадају територији Украјине.

### Примарни извори
- Andreescu, Stefan (1998). „The making of the Romanian principalities”.  Ур.: Giurescu, Dinu C.; Fischer-Galați, Stephen. Romania: A Historic Perspective. East European Monographs. стр. 77—104. OCLC 237138831.
- Bolovan, Ioan; Constantiniu, Florin; Michelson, Paul E.; Pop, Ioan Aurel; Popa, Cristian; Popa, Marcel; Scurtu, Ioan; Treptow, Kurt W.; Vultur, Marcela; Watts, Larry L. (1997). A History of Romania. The Center for Romanian Studies. ISBN 973-98091-0-3.
- Brătianu, Gheorghe I. (1980). Tradiția istorică despre întemeierea statelor românești [The Historical Tradition of the Founding of the Romanian States] (на језику: румунски). Editura Eminescu.
- Brezianu, Andrei; Spânu, Vlad (2007). Historical Dictionary of Moldova. Scarecrow Press, Inc. ISBN 978-0-8108-5607-3.
- Carciumaru, Radu (2012). „The Genesis of the Medieval State on the Romanian Territory: Moldavia”. Studia Slavica et Balcanica Petropolitana. 2 (12): 172—188.
- Curta, Florin (2006). Southeastern Europe in the Middle Ages, 500-1250. Cambridge University Press. ISBN 978-0-521-89452-4.
- Davis, Sacha (2011). „East–West Discourses in Transylvania: Transitional Erdély, German-Western Siebenbürgen or Latin-Western Ardeal”.  Ур.: Maxwell, Alexander. The East–West Discourse: Symbolic Geography and its Consequences. Peter Lang AG, International Academic Publishers. стр. 127—154. ISBN 978-3-0343-0198-5.
- Deletant, Dennis (1986). „Moldavia between Hungary and Poland, 1347–1412”. The Slavonic and East European Review. 64 (2): 189—211.
- Djuvara, Neagu (2014). A Brief Illustrated History of Romanians. Humanitas. ISBN 978-973-50-4334-6.
- Dobre, Claudia Florentina (2009). Mendicants in Moldavia: Mission in an Orthodox Land. Aurel Verlag und Handel Gmbh. ISBN 978-3-938759-12-7.
- Engel, Pál (2001). The Realm of St Stephen: A History of Medieval Hungary, 895–1526. I.B. Tauris Publishers. ISBN 1-86064-061-3.
- Georgescu, Vlad (1991). The Romanians: A History. Ohio State University Press. ISBN 0-8142-0511-9.
- Papadakis, Aristeides; Meyendorff, John (1994). The Christian East and the Rise of the Papacy: The Church, 1071–1453 AD. St Vladimir's Seminary Press. ISBN 978-0-88141-058-7.
- Parasca, Pavel (2011). „Cine a fost "Laslău craiul unguresc" din tradiția medievală despre întemeierea Țării Moldovei [Who was "Laslău, Hungarian king" of the medieval tradition on the founding of Moldavia]” (PDF). Revista de istorie și politică (на језику: румунски). Universitatea Libera Internationala din Moldova. IV (1): 7—21. ISSN 1857-4076. Приступљено 17. 2. 2015.
- Rădvan, Laurențiu (2010). At Europe's Borders: Medieval Towns in the Romanian Principalities. BRILL. ISBN 978-90-04-18010-9.
- Sălăgean, Tudor (2005). „Romanian Society in the Early Middle Ages (9th–14th Centuries AD)”.  Ур.: Pop, Ioan-Aurel; Bolovan, Ioan. History of Romania: Compendium. Romanian Cultural Institute (Center for Transylvanian Studies). стр. 133—207. ISBN 978-973-7784-12-4.
- Schramm, Gottfried (1997). Ein Damm bricht. Die römische Donaugrenze und die Invasionen des 5-7. Jahrhunderts in Lichte der Namen und Wörter [=A Dam Breaks: The Roman Danube frontier and the Invasions of the 5th-7th Centuries in the Light of Names and Words]. R. Oldenbourg Verlag. ISBN 3-486-56262-2.
- Sedlar, Jean W. (1994). East Central Europe in the Middle Ages, 1000–1500. University of Washington Press. ISBN 0-295-97290-4.
- Spinei, Victor (1986). Moldavia in the 11th–14th Centuries. Editura Academiei Republicii Socialiste Româna.
- Spinei, Victor (2009). The Romanians and the Turkic Nomads North of the Danube Delta from the Tenth to the Mid-Thirteenth century. BRILL. ISBN 978-90-04-17536-5.
- Treptow, Kurt W.; Popa, Marcel (1996). Historical Dictionary of Romania. Scarecrow Press, Inc. ISBN 0-8108-3179-1.
- Țeicu, Dumitru; Cândea, Ionel (2008). Românii în Europa medievală (Între Orientul bizantin şi Occidentul latin). Studii în onoarea profesorului Victor Spinei. Istros. ISBN 978-973-1871-17-2.
- Vásáry, István (2005). Cumans and Tatars: Oriental Military in the Pre-Ottoman Balkans, 1185–1365. Cambridge University Press. ISBN 0-521-83756-1.
- Vékony, Gábor (2000). Dacians, Romans, Romanians. Matthias Corvinus Publishing. ISBN 1-882785-13-4.

### Секундарни извори
- Andreescu, Stefan (1998). „The making of the Romanian principalities”.  Ур.: Giurescu, Dinu C.; Fischer-Galați, Stephen. Romania: A Historic Perspective. East European Monographs. стр. 77—104. OCLC 237138831.
- Bolovan, Ioan; Constantiniu, Florin; Michelson, Paul E.; Pop, Ioan Aurel; Popa, Cristian; Popa, Marcel; Scurtu, Ioan; Treptow, Kurt W.; Vultur, Marcela; Watts, Larry L. (1997). A History of Romania. The Center for Romanian Studies. ISBN 973-98091-0-3.
- Brătianu, Gheorghe I. (1980). Tradiția istorică despre întemeierea statelor românești [The Historical Tradition of the Founding of the Romanian States] (на језику: румунски). Editura Eminescu.
- Brezianu, Andrei; Spânu, Vlad (2007). Historical Dictionary of Moldova. Scarecrow Press, Inc. ISBN 978-0-8108-5607-3.
- Carciumaru, Radu (2012). „The Genesis of the Medieval State on the Romanian Territory: Moldavia”. Studia Slavica et Balcanica Petropolitana. 2 (12): 172—188.
- Curta, Florin (2006). Southeastern Europe in the Middle Ages, 500-1250. Cambridge University Press. ISBN 978-0-521-89452-4.
- Davis, Sacha (2011). „East–West Discourses in Transylvania: Transitional Erdély, German-Western Siebenbürgen or Latin-Western Ardeal”.  Ур.: Maxwell, Alexander. The East–West Discourse: Symbolic Geography and its Consequences. Peter Lang AG, International Academic Publishers. стр. 127—154. ISBN 978-3-0343-0198-5.
- Deletant, Dennis (1986). „Moldavia between Hungary and Poland, 1347–1412”. The Slavonic and East European Review. 64 (2): 189—211.
- Djuvara, Neagu (2014). A Brief Illustrated History of Romanians. Humanitas. ISBN 978-973-50-4334-6.
- Dobre, Claudia Florentina (2009). Mendicants in Moldavia: Mission in an Orthodox Land. Aurel Verlag und Handel Gmbh. ISBN 978-3-938759-12-7.
- Engel, Pál (2001). The Realm of St Stephen: A History of Medieval Hungary, 895–1526. I.B. Tauris Publishers. ISBN 1-86064-061-3.
- Georgescu, Vlad (1991). The Romanians: A History. Ohio State University Press. ISBN 0-8142-0511-9.
- Papadakis, Aristeides; Meyendorff, John (1994). The Christian East and the Rise of the Papacy: The Church, 1071–1453 AD. St Vladimir's Seminary Press. ISBN 978-0-88141-058-7.
- Parasca, Pavel (2011). „Cine a fost "Laslău craiul unguresc" din tradiția medievală despre întemeierea Țării Moldovei [Who was "Laslău, Hungarian king" of the medieval tradition on the founding of Moldavia]” (PDF). Revista de istorie și politică (на језику: румунски). Universitatea Libera Internationala din Moldova. IV (1): 7—21. ISSN 1857-4076. Приступљено 17. 2. 2015.
- Rădvan, Laurențiu (2010). At Europe's Borders: Medieval Towns in the Romanian Principalities. BRILL. ISBN 978-90-04-18010-9.
- Sălăgean, Tudor (2005). „Romanian Society in the Early Middle Ages (9th–14th Centuries AD)”.  Ур.: Pop, Ioan-Aurel; Bolovan, Ioan. History of Romania: Compendium. Romanian Cultural Institute (Center for Transylvanian Studies). стр. 133—207. ISBN 978-973-7784-12-4.
- Schramm, Gottfried (1997). Ein Damm bricht. Die römische Donaugrenze und die Invasionen des 5-7. Jahrhunderts in Lichte der Namen und Wörter [=A Dam Breaks: The Roman Danube frontier and the Invasions of the 5th-7th Centuries in the Light of Names and Words] (на језику: немачки). R. Oldenbourg Verlag. ISBN 3-486-56262-2.
- Sedlar, Jean W. (1994). East Central Europe in the Middle Ages, 1000–1500. University of Washington Press. ISBN 0-295-97290-4.
- Spinei, Victor (1986). Moldavia in the 11th–14th Centuries. Editura Academiei Republicii Socialiste Româna.
- Spinei, Victor (2009). The Romanians and the Turkic Nomads North of the Danube Delta from the Tenth to the Mid-Thirteenth century. BRILL. ISBN 978-90-04-17536-5.
- Treptow, Kurt W.; Popa, Marcel (1996). Historical Dictionary of Romania. Scarecrow Press, Inc. ISBN 0-8108-3179-1.
- Țeicu, Dumitru; Cândea, Ionel (2008). Românii în Europa medievală (Între Orientul bizantin şi Occidentul latin). Studii în onoarea profesorului Victor Spinei. Istros. ISBN 978-973-1871-17-2.
- Vásáry, István (2005). Cumans and Tatars: Oriental Military in the Pre-Ottoman Balkans, 1185–1365. Cambridge University Press. ISBN 0-521-83756-1.
- Vékony, Gábor (2000). Dacians, Romans, Romanians. Matthias Corvinus Publishing. ISBN 1-882785-13-4.